# Joseph Fourier

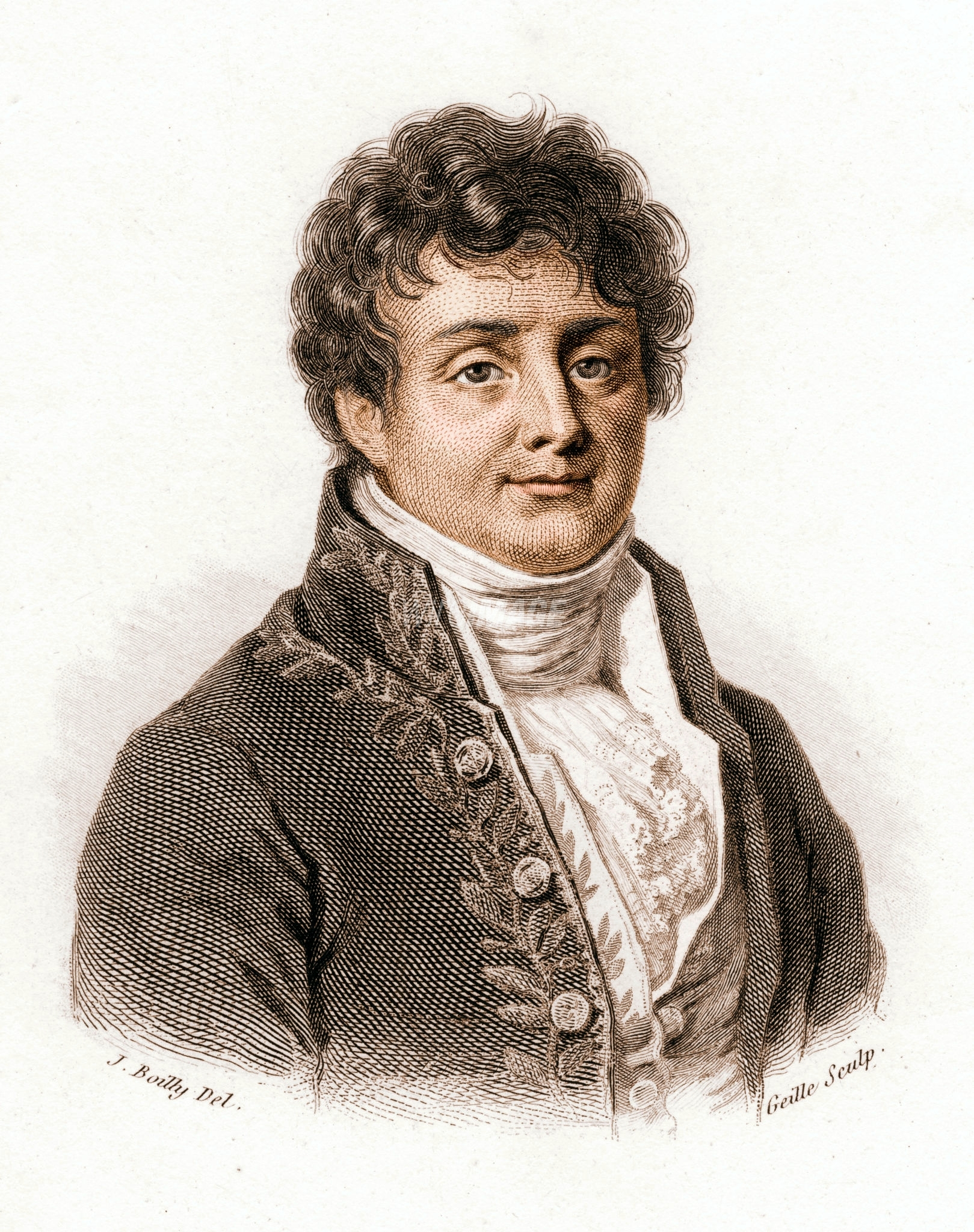
Joseph Fourier
(19e eeuw), gravure door Julien-Léopold Boilly en A.F.B. Geille

Jean-Baptiste Joseph Fourier (Auxerre, 21 maart 1768 – Parijs, 16 mei 1830) was een Franse wis- en natuurkundige. Hij is vooral bekend geworden door de fourieranalyse en de fouriertransformatie, die naar hem genoemd zijn. Ook naar hem genoemd zijn het getal van Fourier en de Wet van Fourier. Daarnaast was hij ook grondlegger van de ontdekking van het natuurlijk broeikaseffect.

## Leven
Fourier werd geboren in Auxerre als zoon van een arme kleermaker, die hem al als kind in de steek liet. Geestelijken ontfermden zich over hem en hij studeerde aan het benedictijnencollege in Auxerre, waar hij al snel grote wiskundige talenten toonde, met een diepgaande belangstelling voor algebra.
Fourier had het voornemen zelf benedictijn te worden, maar toen tijdens de Franse Revolutie alle kloosterorden werden afgeschaft, werd hij leraar aan hetzelfde college in Auxerre, zonder religieuze geloftes te hebben afgelegd. Hij nam actief deel aan de revolutie en werd lid van het revolutionair comité van zijn geboortestad, maar vanwege zijn genuanceerde houding zat hij een tijd gevangen als "verdachte".
Na 1795 kreeg hij een betrekking aan de pas opgerichte École Polytechnique in Parijs, dankzij de invloed van de meetkundige Gaspard Monge, de stichter van deze school. In 1798 was hij - met Monge - een van de vele geleerden die de Franse militaire expeditie onder leiding van generaal Napoleon Bonaparte naar Egypte vergezelden (zie Expeditie van Napoleon naar Egypte). Hij gaf er de allereerste krant in Egypte uit en werd secretaris van het Institut d'Egypte, dat het wetenschappelijk onderzoek aldaar coördineerde. Hij vervulde ook bestuurlijke opdrachten in Egypte. Later zou hij een inleiding schrijven voor de Description de l'Egypte, het monumentale werk dat de resultaten van het onderzoek omvatte.
Na de overgave van de Fransen in Egypte aan de Britten keerde Fourier terug naar Frankrijk, waar Bonaparte hem in 1802 tot prefect van de Isère benoemde. De volgende 13 jaar woonde hij in Grenoble waar hij het departement bestuurde. Hij richtte er onder andere scholen en een universiteit op. De latere egyptoloog Jean-François Champollion, die de hiërogliefen zou ontcijferen, maakte mede dankzij Fourier kennis met de Egyptische beschaving.
Hoewel zeer in beslag genomen door zijn administratieve werk, verrichtte hij in zijn vrije tijd onderzoek naar de geleiding van warmte in stoffen. In 1808 werd hij baron vanwege zijn functie als prefect, maar zijn geïsoleerde positie in Grenoble betekende een hinderpaal voor een wetenschappelijke carrière. De verhandelingen die hij over zijn warmtetheorie naar Parijs stuurde, veroorzaakten weinig reactie.
Fourier behield zijn post als prefect na de (eerste) val van Napoleon in 1814. Toen de keizer in maart 1815 van zijn ballingsoord Elba terugkeerde en Grenoble aandeed, koos Fourier, zij het zeer aarzelend, zijn kant. Napoleon benoemde hem meteen tot prefect van de Rhône, maar hij nam al na enkele weken ontslag. Door de definitieve val van Napoleon in juni van dat jaar raakte Fourier als ex-revolutionair en overloper in een moeilijke positie. Zijn vroegere collega, de prefect van Parijs, bezorgde hem echter een baan als hoofd van het bureau voor de statistiek van de hoofdstad.
In 1817 werd Fourier lid van de Académie des Sciences - hij was het jaar daarvoor ook al eens tot lid gekozen, maar de koning had daar toen zijn veto over uitgesproken. Van toen af was zijn wetenschappelijke carrière verzekerd. In 1822 werd hij vaste secretaris van de Académie des Sciences en daarmee de invloedrijkste wetenschapper van Frankrijk. Vier jaar later werd hij ook nog lid van de Académie Française.
Het Station alpine Joseph Fourier op de Col du Lautaret is naar hem genoemd. Hij is een van de 72 Fransen wier namen in reliëf op de Eiffeltoren zijn aangebracht.

## Werken
In 1822 publiceerde Fourier zijn warmtetheorie, Théorie analytique de la chaleur, waarin hij zich baseerde op Newtons wet van het afkoelen, die stelt dat de warmtestroomdichtheid door geleiding proportioneel is met de temperatuurgradiënt. Fourier ontwikkelde in dit werk ook een belangrijk wiskundig idee: nl. dat alle periodieke functies van een variabele, of ze nu continu of discontinu zijn, kunnen worden geschreven als een reeks van sinussen van deze variabele met een grondfrequentie en met veelvouden van die grondfrequentie. Dat klopt niet helemaal; later zijn beperkende voorwaarden door de Duitse wiskundige Dirichlet geformuleerd, maar de naar hem genoemde fourieranalyse is nu standaardgereedschap in de wiskunde, met name in de toegepaste wiskunde.